# رملیة
رملیة (به عربی: رملیة) یک منطقهٔ مسکونی در لبنان است که در استان جبل لبنان واقع شده‌است.

## خصوصیات
رملیة ۳٫۵۶ کیلومترمربع مساحت و ۱٬۲۰۰ نفر جمعیت دارد و ۶۵۰ متر بالاتر از سطح دریا واقع شده‌است.